# Chlorospingus flavigularis
El montero gorgiamarillo (Chlorospingus flavigularis) es una especie de ave en la familia Thraupidae. 

## Distribución
Se encuentra en Bolivia, Colombia, Ecuador, Panamá y Perú.

## Hábitat
Su hábitat natural son los bosques montanos húmedos tropicales o subtropicales y bosques antiguos muy degradados.